# István Bognár
István Bognár (sinh 6 tháng 5 năm 1991) là một tiền vệ bóng đá Hungary hiện tại thi đấu cho Nemzeti Bajnokság I câu lạc bộ Ferencvárosi TC.

## Sự nghiệp câu lạc bộ
Anh từng thi đấu Újpest FC B, nhưng lại là thành viên của đội một Újpest FC. Anh là con trai của cựu cầu thủ đội tuyển quốc gia Hungary György Bognár.

### Ferencváros
Ngày 10 tháng 1 năm 2017, Bognár được ký hợp đồng bởi Nemzeti Bajnokság I câu lạc bộ Ferencvárosi TC. Hai ngày sau, có thông tin tiết lộ rằng Ferencváros không trả phí Bognár cho Diósgyőri VTK vì 2 câu lạc bộ đổi cầu thủ cho nhau. Busai được đổi với Bognár giữa hai câu lạc bộ.

## Sự nghiệp quốc tế
Anh được triệu tập vào đội hình chính Hungary gặp Quần đảo Faroe vào tháng 8 năm 2016.

## Thống kê câu lạc bộ
Tính đến 6 tháng 7 năm 2017
| Câu lạc bộ          | Mùa giải | Giải vô địch | Giải vô địch | Cúp     | Cúp       | Cúp Liên đoàn | Cúp Liên đoàn | Châu Âu | Châu Âu   | Tổng    | Tổng      |
| Câu lạc bộ          | Mùa giải | Số trận      | Bàn thắng    | Số trận | Bàn thắng | Số trận       | Bàn thắng     | Số trận | Bàn thắng | Số trận | Bàn thắng |
| ------------------- | -------- | ------------ | ------------ | ------- | --------- | ------------- | ------------- | ------- | --------- | ------- | --------- |
| Vasas               |          |              |              |         |           |               |               |         |           |         |           |
| 2009–10             | 0        | 0            | 1            | 0       | 1         | 0             | 0             | 0       | 2         | 0       |           |
| Tổng                | 0        | 0            | 1            | 0       | 1         | 0             | 0             | 0       | 2         | 0       |           |
| Újpest              |          |              |              |         |           |               |               |         |           |         |           |
| 2010–11             | 1        | 0            | 1            | 0       | 2         | 0             | 0             | 0       | 4         | 0       |           |
| 2011–12             | 1        | 0            | 0            | 0       | 1         | 1             | 0             | 0       | 2         | 1       |           |
| Tổng                | 2        | 0            | 1            | 0       | 3         | 1             | 0             | 0       | 6         | 1       |           |
| Újpest II           |          |              |              |         |           |               |               |         |           |         |           |
| 2010–11             | 23       | 5            | 0            | 0       | 0         | 0             | 0             | 0       | 23        | 5       |           |
| 2011–12             | 18       | 4            | 0            | 0       | 0         | 0             | 0             | 0       | 18        | 4       |           |
| Tổng                | 41       | 9            | 0            | 0       | 0         | 0             | 0             | 0       | 41        | 9       |           |
| Mezőkövesd          |          |              |              |         |           |               |               |         |           |         |           |
| 2012–13             | 29       | 9            | 2            | 1       | 0         | 0             | 0             | 0       | 31        | 10      |           |
| 2013–14             | 24       | 2            | 3            | 0       | 6         | 4             | 0             | 0       | 33        | 6       |           |
| Tổng                | 53       | 11           | 5            | 1       | 6         | 4             | 0             | 0       | 64        | 16      |           |
| Diósgyőr            |          |              |              |         |           |               |               |         |           |         |           |
| 2014–15             | 22       | 2            | 3            | 1       | 5         | 2             | 4             | 0       | 34        | 5       |           |
| 2015–16             | 27       | 2            | 2            | 3       | 0         | 0             | 0             | 0       | 29        | 5       |           |
| 2016–17             | 18       | 4            | 3            | 0       | 0         | 0             | 0             | 0       | 21        | 4       |           |
| Tổng                | 67       | 8            | 8            | 4       | 5         | 2             | 4             | 0       | 84        | 14      |           |
| Ferencváros         |          |              |              |         |           |               |               |         |           |         |           |
| 2016–17             | 14       | 0            | 7            | 2       | 0         | 0             | 0             | 0       | 21        | 2       |           |
| Tổng                | 14       | 0            | 7            | 2       | 0         | 0             | 0             | 0       | 21        | 2       |           |
| Tổng cộng sự nghiệp |          | 177          | 28           | 22      | 7         | 15            | 7             | 4       | 0         | 218     | 42        |